# Thelma Drake
Thelma D. Drake, född 20 november 1949 i Elyria, Ohio, är en amerikansk republikansk politiker. Hon representerade Virginias andra distrikt i USA:s representanthus 2005-2009.
Drake gick i skola i Elyria High School. Hon arbetade sedan som fastighetsmäklare.
Kongressledamoten Ed Schrock kandiderade inte till omval i kongressvalet 2004. Drake vann valet och efterträdde Schrock som kongressledamot i januari 2005. Drake vann sedan knappt mot demokraten Phillip Kellam i kongressvalet i USA 2006. Hon kandiderade 2008 till en tredje mandatperiod men förlorade mot utmanaren Glenn Nye.
Hon är gift med Ted Drake och har två vuxna barn.